# Циклон в Бенгалии
Циклон в Бенгалии, известный также как Великий циклон Бакергандж, — стихийное бедствие, которое обрушилось на побережье округа Бакергандж в Британской Индии недалеко от устья реки Мегхна (ныне территория города Барисал в Бангладеш) 29 октября 1876 года и продолжался по 1 ноября включительно.
Максимальная скорость ветра достигала 220 километров в час, а высота штормового прилива составляла от 3 до 13,6 метра.
Великий циклон сформировался над юго-востоке Бенгальского залива и стал одним из самых смертоносных циклонов за всю историю метеорологических наблюдений унеся жизни около 200 тысяч человек половина из которых погибла во время штормового нагона, а остальные умерли от ран, болезней и последовавшего за стихией массового голода.